# Атлін (річка)
Річка Атлін (Lingít : Áa Tlein Héeni) - річка, розташована в провінційному парку Атлін/Тейкс'гі-Ан-Тлейн у Британській Колумбії, Канада. Витікає з озера Атлін 